# Commentarii de bello civili
Commentarii de bello civili (hrv. Komentari o građanskome ratu), djelo Gaja Julija Cezara, jednog od glavnih predstavnika rimske proze. Jednostavno i koncizno opisao je svoje ratove. Napisao ju je nakon memoara o ratovanju u Galiji u Commentarii de bello Gallico. Djelo O građanskom ratu napisao je u tri knjige. U njoj opisuje građanski rat protiv Pompeja. Težio je za prividnom objektivnošću (o sebi govori u trećoj osobi). Napisao ju je s apologetskom i političkom nakanom, ali usprkos tome izvor je povijesnih, vojnih i drugih zanimljivosti, a zbog čistoće jezika i elegancije stila pripada uzorima klasičnoga latiniteta.